# Клос Євген Степанович
Клос Євге́н Степа́нович (1934 — 1999) — український фізик, педагог, професор, завідувач кафедри педагогіки у Львівському державному університету імені Івана Франка.

## Життєпис
Народився 11 травня 1934 р. у м. Любачів (тепер Республіка Польща) у багатодітній сім'ї хліборобів-господарів. Весною 1945 р. на основі угоди про «евакуація населення» родину було переселено на Львівщину, у с. Тадані, що біля районного центру Кам'янка-Бузька.
Після закінчення середньої школи вступив на фізико-математичний факультет Львівського педагогічного інституту. Проявив нахил до наукової діяльності. Під керівництвом проф. В. С. Міліянчука вивчав явище люмінесценсії, проводив експериментальні дослідження з цієї проблеми. Водночас педагогічна практика у львівських СШ № 28 і № 4.
Як молодий спеціаліст, у 1955 р. був скерований на Донеччину, де впродовж трьох років працював вчителем фізики і математики у СШ № 26 м.Єнакієво.
У 1958—1962 рр. — учитель фізики та астрономії у Батятичі Батятицькій СШ Кам'янко-Бузького р-ну Львівської обл. Проявив себе творчим вчителем, зумів зацікавити учнів до вичення фізики, участі у фізичному гуртку, прилучити їх до технічної творчості.
У 1962 р. переведений на роботу у Львівську середню школу-інтернат № 4 м. Львова.

## Наукова діяльність
У 1963 р. на посаді асистента кафедри загальної фізики розпочав свою роботу у Львівському державному університету імені Івана Франка, де яскраво розкрився його талант викладача, науковця, керівника. У 1975 р. у Києві. захистив кандидатську дисертацію з методики викладання фізики у середній і вищій школі, згодом отримав вчене звання доцента. На багатьох факультетах Університету — біологічному, хімічному, географічному, механіко-математичному, економічному, геологічному, фізичному читав лекції з фізики і методики викладання фізики, керував курсовими і дипломними роботами, здійснював науково-педагогічні дослідження з проблем наступності між середньою і вищою школою у навчанні фізики, співпрацював з учителями середніх шкіл, організовував обласні олімпіади з фізики школярів Львівщини тощо. Паралельно з викладацькою діяльністю керував курсами перепідготовки вчителів фізики при Університеті, відповідав за проходження студентської педагогічної практики.
Його заслугою стало забезпечення на високому рівні роботи кабінету і навчальної лабораторії методики викладання фізики, де вперше був поставлений і методично забезпечений лабораторний практикум з демонстраційного експерименту. На базі кабінету постійно проходили курси підвищення кваліфікації вчителів фізики середніх шкіл Львова і Львівської області. Чимало Є. С. Клос приклався до навчального-методичного забезпечення викладання фахових дисциплін. Побачили світ посібники з методики демонстраційного експерименту, розв"язування задач, лабораторний практикум з фізики, лекції із загальної методики та ін.
У лютому 1992 р. Є. С. Клос за конкурсом був обраний на посаду завідувача кафедри педагогіки . У 1995 р. йому було присвоєно вчене звання професора. Його наукові інтереси зосереджуються на розробці модульно-рейтингової технології вивчення курсу педагогіки, реорганізації змісту навчальних дисциплін та спецкурсів, керівництві науковою роботою аспірантів та пошукувачів. За його ініціативи були налагоджені контакти з Інститутом педагогіки і психології професійної освіти АПН України, започатковано співробітництво із навчальними і науковими закладами Польщі. На кафедрі активізуються наукові дослідження з історії української освіти і педагогічної думки, вивчення спадщини забутих і маловідомих педагогів і культурно-освітніх діячів.
На посаді завідувача кафедри педагогіки Є. С. Клос не полишав написання навчальної літератури з фізики для учнів і студентів. Загалом науковий і навчально-методичний доробок проф. Клоса Є. С. становить понад 80 публікацій, з яких 10 — навчальні і методичні посібники.
8 лютого 1999 р. помер після важкої хвороби. Похований на міському цвинтарі у м. Пустомити.